# Торома
Торома — река в России, протекает по Пудожскому району Карелии. Устье реки находится в 101 км от устья Выга по левому берегу. Длина реки — 12 км.

## Данные водного реестра
По данным государственного водного реестра России относится к Баренцево-Беломорскому бассейновому округу, водохозяйственный участок реки — бассейн озера Выгозеро до Выгозерского гидроузла, без реки Сегежа до Сегозерского гидроузла. Речной бассейн реки — бассейны рек Кольского полуострова и Карелии, впадает в Белое море.